# Nana-Gribizi
Nana-Gribizi (vormals Nana-Grébizi) ist eine Präfektur der Zentralafrikanischen Republik mit der Hauptstadt Kaga-Bandoro. Die Größe der Präfektur beträgt 19.670 km². Mit Stand 2022 wurden 208.821 Einwohner gemeldet.
Nana-Gribizi ist unterteilt in 3 Subpräfekturen (jeweils mit ihrer Hauptstadt in Klammern):
- Kaga-Bandoro (Kaga-Bandoro)
- Mbrès (Mbrès)
- Nana-Outa (Nana-Outa)

## Geografie
Die Präfektur liegt im nördlichen Zentrum des Landes. Sie grenzt im Westen an die Präfektur Ouham-Fafa, im Nordosten an die Präfektur Bamingui-Bangoran, im Südosten an die Präfektur Ouaka und im Süden an die Präfektur Kémo.